# Qazaqstan Top Division 1994
La Qazaqstan Top Division 1994 è stata la 3ª edizione della massima divisione del calcio kazako.

## Stagione

### Novità
Al termine della stagione 1993 sono retrocesse in Birinşi Lïga Dïnamo Almatı, Ajar, Munaıshy, Qaisar, Eńbek, Namıs, Qaraşığanaq e Taldıqorğan. Il Dostyk Almaty si è ritirato prima dell'inizio del campionato e al suo posto è stato riammesso l'Elimaı. Nessun club è salito dalla Birinşi Lïga.
Prima dell'inizio della stagione, il Celïnnïk Celinograd ha cambiato nome in Cesna.

## Classifica
|                       | Pos. | Squadra           | Pt | G  | V  | N  | P  | GF | GS | DR  |
| --------------------- | ---- | ----------------- | -- | -- | -- | -- | -- | -- | -- | --- |
| Kazakistan (bandiera) | 1.   | Elimaı            | 47 | 30 | 20 | 7  | 3  | 70 | 29 | +41 |
|                       | 2.   | Ansat             | 41 | 30 | 17 | 7  | 6  | 57 | 14 | +43 |
|                       | 3.   | Jiger             | 40 | 30 | 16 | 8  | 6  | 61 | 28 | +33 |
|                       | 4.   | Aktyubïnec        | 40 | 30 | 15 | 10 | 5  | 45 | 23 | +22 |
|                       | 5.   | SKİF-Ordabasy     | 36 | 30 | 14 | 8  | 8  | 41 | 29 | -3  |
|                       | 6.   | Shahter Qaraǵandy | 34 | 30 | 11 | 12 | 7  | 45 | 38 | +7  |
|                       | 7.   | Bolat             | 33 | 30 | 11 | 12 | 7  | 31 | 34 | -3  |
|                       | 8.   | Taraz             | 31 | 30 | 12 | 7  | 11 | 42 | 34 | +8  |
|                       | 9.   | Batır             | 28 | 30 | 10 | 8  | 12 | 36 | 34 | +2  |
|                       | 10.  | Hımık Qostanay    | 27 | 30 | 11 | 5  | 14 | 42 | 37 | +5  |
|                       | 11.  | Qairat            | 26 | 30 | 10 | 5  | 14 | 36 | 42 | -6  |
|                       | 12.  | Gornıak Hromtaý   | 22 | 30 | 8  | 6  | 16 | 29 | 60 | -31 |
|                       | 13.  | Vostok Óskemen    | 22 | 30 | 8  | 6  | 16 | 39 | 58 | -19 |
|                       | 14.  | Cesna             | 19 | 30 | 6  | 7  | 17 | 24 | 48 | -24 |
|                       | 15.  | Iassy             | 17 | 30 | 8  | 1  | 21 | 21 | 76 | -55 |
|                       | 16.  | Ýralec            | 17 | 30 | 4  | 9  | 17 | 20 | 56 | -36 |

Legenda:
      Campione del Kazakistan e ammessa al Campionato d'Asia per club 1995-1996
      Ammessa alla Coppa delle Coppe dell'AFC 1995
      Retrocesse in Birinşi Lïga 1995
Note:
Due punti a vittoria, uno a pareggio, zero a sconfitta.